# Polystachya troupiniana
Polystachya troupiniana är en orkidéart som beskrevs av Daniel Geerinck. Polystachya troupiniana ingår i släktet Polystachya och familjen orkidéer. Inga underarter finns listade i Catalogue of Life.